# Kevin Stacom
Kevin Stacom, né le 4 septembre 1951 à New York, est un ancien joueur et entraîneur américain de basket-ball. Il évolue durant sa carrière au poste d'arrière.

## Palmarès
- Champion NBA en 1976 avec les Celtics de Boston